# Delta rendalli
Delta rendalli är en stekelart som först beskrevs av Charles Thomas Bingham 1902.  Delta rendalli ingår i släktet Delta och familjen Eumenidae. Inga underarter finns listade i Catalogue of Life.